# Agroinfiltration

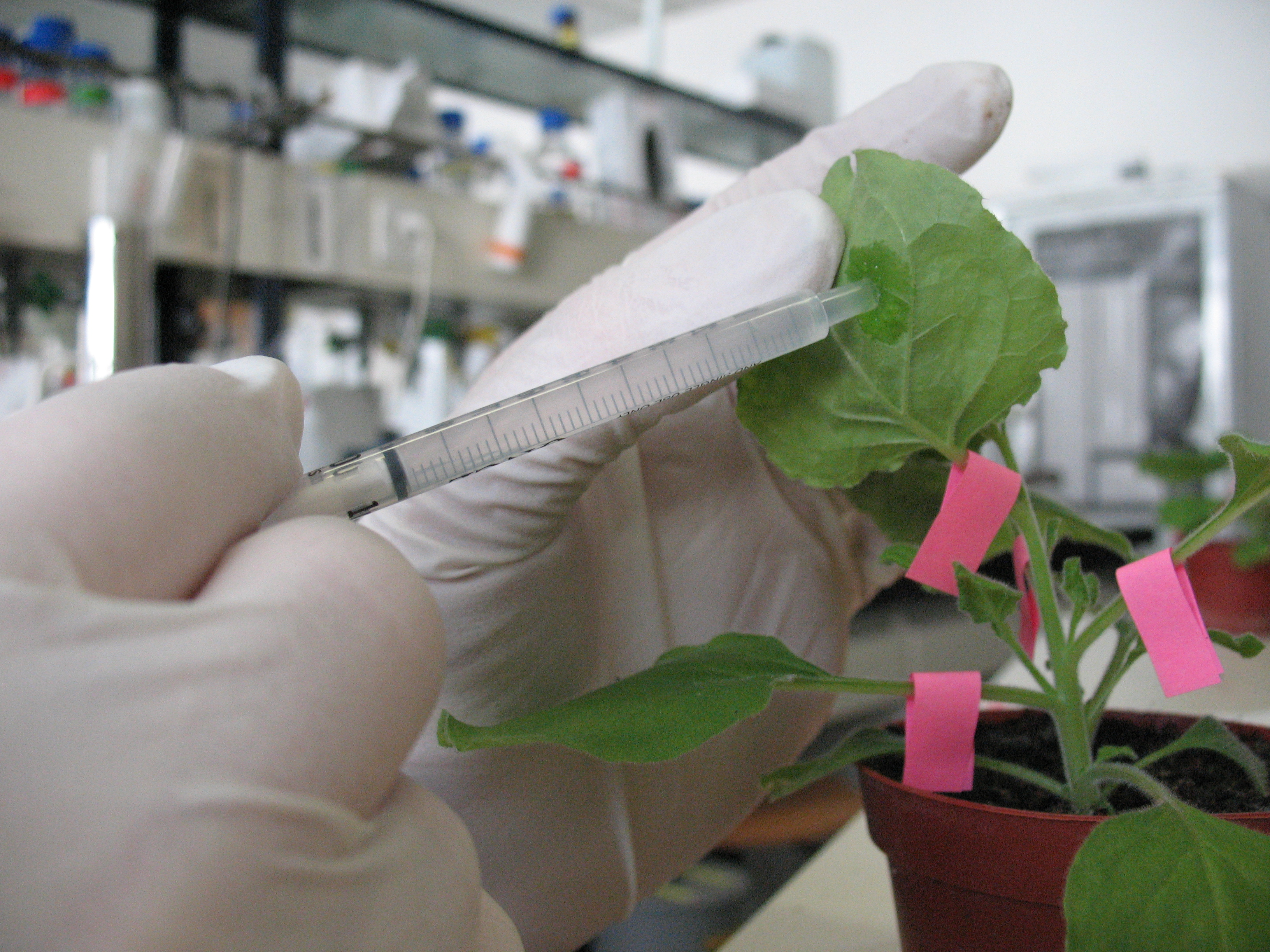
Agroinfiltration d'une feuille de tabac.

L'agroinfiltration est une méthode de biologie végétale aboutissant à l'expression transitoire d'un ou plusieurs gènes d'intérêt. Cette méthode est nommée ainsi car elle implique l'utilisation du vecteur biologique Agrobacterium tumefaciens (agro-) introduit de manière mécanique dans une plante hôte (-infiltration). Lorsque l'agroinfiltation est pratiquée sur des organes non-reproducteurs (généralement les feuilles) elle résulte en l'expression transitoire du gène introduit.  Celui-ci n'est donc pas transféré à la génération suivante.  L'agroinfiltration permet l'expression de gènes recombinants plus rapidement que les méthodes de transformation des plantes traditionnelles puisqu'elle n'exige pas le développement de lignées stables.

## Méthode
L'agroinfiltration consiste en l'introduction à l'aide d'une seringue d'une culture d'Agrobacterium dans les feuilles d'une plante, généralement du tabac, de préférence l'espèce Nicotiana benthamiana. Une alternative à la seringue est l'utilisation d'une pompe à vide pour faire pénétrer la suspension bactérienne dans les tissus végétaux. 
Une fois les bactéries introduites dans les tissus végétaux, elles insèrent une partie d'un plasmide dans le génome de la plante, les gènes ainsi introduits seront exprimés dans les tissus infectés, ce transfert de gène n'est pas héritable car il est limité à des cellules somatiques. L'agroinfiltratrion est aussi utilisée comme vecteur pour l'introduction des nucléases issues de différentes techniques NBT comme les ZFN, TALEN ou CRISPR-Cas9,.

## Applications
L'intérêt principal de l'agroinfiltration est d'obtenir l'expression d'un nouveau gène chez une plante déjà développée. Cette méthode est utile en recherche fondamentale (test de la fonction contrôlée par un gène) ou pour la production de composés chimiques pour l'industrie pharmaceutique,.